# FC Ingolstadt 04
FC Ingolstadt 04 är en fotbollsförening i Ingolstadt, Bayern, Tyskland. Klubben grundades 2004 genom att man slog samman fotbollssektionerna i MTV Ingolstadt och ESV Ingolstadt, och spelar för närvarande i 3. Liga. Laget har spelat två säsonger i Bundesliga men blev nedflyttade säsongen 2016/17.

## Historia
Efter att MTV Ingolstadt och ESV Ingolstadt år 2004 hade slagits ihop, spelade FC Ingolstadt sin första säsong i tyska fjärdedivisionen Oberliga Bayern, och slutade på 2:a plats. Succén fortsatte då FC Ingolstadt vann ligan säsongen 2005/2006 och blev uppflyttade till Regionalliga Süd. Den första säsongen slutade laget på 5:e plats. Säsongen efteråt skedde en rekonstruering av ligasystemet, och FC Ingolstadt behövde sluta bland de 10 bästa lagen i ligan för att ta sig till den nya tredjedivisionen 3. Liga. De slutade på 2:a plats, och blev därför istället uppflyttade till 2. Bundesliga. Efter 5 säsonger i 2. Bundesliga, lyckades de, säsongen 2014/2015 vinna ligan, och blev för första gången någonsin uppflyttade till högsta divisionen Bundesliga.

## Spelare

### Spelartrupp
| Nr | Land      | Pos | Namn                                           |
| -- | --------- | --- | ---------------------------------------------- |
| 1  | Tyskland  | MV  | Robert Jendrusch                               |
| 2  | Danmark   | F   | Andreas Poulsen (lån från Borussia M'gladbach) |
| 3  | Tyskland  | F   | Dominik Franke                                 |
| 5  | Österrike | F   | Nico Antonitsch                                |
| 6  | Tyskland  | MF  | Rico Preißinger                                |
| 7  | Tyskland  | A   | Dennis Eckert                                  |
| 8  | Marocko   | MF  | Nassim Boujellab (lån från Schalke 04)         |
| 9  | Tyskland  | A   | Fatih Kaya                                     |
| 10 | Tyskland  | MF  | Marc Stendera                                  |
| 11 | Tyskland  | MF  | Maximilian Beister                             |
| 14 | Kanada    | A   | Caniggia Elva                                  |
| 16 | Tyskland  | F   | Peter Kurzweg                                  |
| 17 | Tyskland  | F   | Michael Heinloth                               |
| 19 | Tyskland  | MF  | Marcel Gaus                                    |
| 20 | USA       | A   | Jalen Hawkins                                  |
| 21 | Tyskland  | F   | Tobias Schröck                                 |
| 23 | Tyskland  | MF  | Denis Linsmayer                                |

| Nr | Land      | Pos | Namn                 |
| -- | --------- | --- | -------------------- |
| 24 | Kroatien  | MV  | Fabijan Buntić       |
| 25 | Tyskland  | F   | Jonatan Kotzke       |
| 26 | Tyskland  | F   | Jan-Hendrik Marx     |
| 27 | Tyskland  | F   | Thomas Keller        |
| 28 | Frankrike | MF  | Yassin Ben Balla     |
| 30 | Tyskland  | A   | Arian Llugiqi        |
| 30 | Tyskland  | A   | Stefan Kutschke      |
| 31 | USA       | A   | Justin Butler        |
| 33 | Tyskland  | A   | Jeroen Krupa         |
| 34 | Tyskland  | MF  | Merlin Röhl          |
| 35 | Tyskland  | A   | Filip Bilbija        |
| 36 | Finland   | F   | Silman El Baset      |
| 37 | Tyskland  | MF  | Patrick Sussek       |
| 38 | Tyskland  | F   | Maximilian Neuberger |
| 39 | Tyskland  | MV  | Lucas Schellenberg   |
| 40 | Tyskland  | MV  | Markus Ponath        |

### Utlånade spelare
| Nr | Land     | Pos | Namn                               |
| -- | -------- | --- | ---------------------------------- |
|    | Tyskland | A   | Maximilian Wolfram (i FSV Zwickau) |